# Bootham Crescent
Il Bootham Crescent è lo stadio di York; è utilizzato per le partite di calcio in casa dello York City Football Club. Ha una capienza di 7 872 posti a sedere.